# Síntesis de quinolinas de Gould-Jacobs
La síntesis de quinolinas de Gould-Jacobs es un método de síntesis orgánica para la preparación de quinolinas. En esta reacción, una anilina reacciona con el etoximetilenmalonato de dietilo (derivado del ácido malónico), proseguida de la sustitución del grupo etoxi- por el átomo de nitrógeno de la anilina. Al aplicar calor, ocurre una benzociclización para obtenerse la quinolina correspondiente. El grupo éster es hidrolizado con hidróxido de sodio; si se realiza la posterior descarboxilación, se obtiene la 4-hidroxiquinolina.
Un ejemplo es la síntesis de la 4,7-dicloroquinolina